# Epark
Epark (gr. e'parchos, av epi, "vid, över", och
archo's, "förman, härskare"), i allmänhet anförare eller befälhavare, särskilt befälhavaren eller ståthållaren över en provins. Dennes ämbete, liksom även det förvaltningsområde över vilket han härskade, kallades eparki (gr. eparchi'a).
I det Bysantinska riket fanns i äldre tid 64 sådana eparkier. Denna benämning nyttjades och nyttjas (i Ryssland) ännu i dag även om biskopsstiften i den ortodoxa kyrkan. I det moderna kungariket Grekland var eparki ett mindre förvaltningsområde, och flera sådana bildade en nomarki.